# U-751
U-751 je bila nemška vojaška podmornica Kriegsmarine, ki je bila dejavna med drugo svetovno vojno.

## Zgodovina
Podmornica je bila potopljena z globinskimi bombami  17. julija 1942 v britanskem zračnem napadu; umrlo je vseh 48 članov posadke. U-751 je bila del 7. podmorniške flotilje.

## Poveljniki
| Poveljniki |                 |                |                                  |
| Št.        | Čin             | Ime            | Poveljstvo                       |
| 1.         | Kapitanporočnik | Gerhard Bigalk | 31. januar 1941 - 17. julij 1942 |

## Tehnični podatki
| Kategorije                                    | Podatki                       |
| --------------------------------------------- | ----------------------------- |
| Teža (t): na površju pod površjem polna Teža  | 769 871 1.070                 |
| Dolžina (m) - tlačni trup (m)                 | 67,10 - 50,50                 |
| Širina (m) - tlačni trup (m)                  | 6,20 - 4,70                   |
| Izpodriv (m)                                  | 4,74                          |
| Višina (m)                                    | 9,6                           |
| Moč (hp): na površju pod podvršjem            | 3.200 750                     |
| Hitrost (vozlov): na površju pod podvršjem    | 17,7 7,6                      |
| Doseg (milja/vozel): na površju pod podvršjem | 8.500/10 80/4                 |
| Torpeda/Torpedne cevi                         | 14/5 (4 na premcu, 1 na krmi) |
| Krovni top (mm)                               | 88                            |
| Mine                                          | 26 TMA                        |
| Posadka                                       | 44-52                         |
| Maksimalni potop (m)                          | 220                           |

## Potopljene ladje
| Datum             | Ime                                               | Država              | Tonaža     | Usoda                     |
| ----------------- | ------------------------------------------------- | ------------------- | ---------- | ------------------------- |
| 14. junij 1941    | St. Lindsay (trgovska ladja)                      | Združeno kraljestvo | 5.370 BRT  | potopljena (torpedo)      |
| 21. december 1941 | HMS Audacity (D 10) (spremljevalna letalonosilka) | Združeno kraljestvo | 11.000 BRT | potopljena (torpedo)      |
| 4. februar 1942   | Silveray (trgovska ladja)                         | Združeno kraljestvo | 4.535 BRT  | potopljena (torpedo)      |
| 7. februar 1942   | Empire Sun (trgovska ladja)                       | Združeno kraljestvo | 6.952 BRT  | potopljena (torpedo)      |
| 16. maj 1942      | Nicarao (trgovska ladja)                          | ZDA                 | 1.445 BRT  | potopljena (torpedo)      |
| 19. maj 1942      | Isabela (trgovska ladja)                          | ZDA                 | 3.110 BRT  | potopljena (torpedo, top) |